# يافوخ خلفي
اليافوخ الخلفي (اليافوخ الخيطي، اليافوخ القذالي) هو فجوة بين العظام في الجمجمة البشرية (المعروفة باسم اليافوخ)، مثلثة الشكل وتقع عند تقاطع الدرز السهمي مع الدرز اللامي. يغلق بشكل عام في 6-8 أسابيع من الولادة. ويرتبط التأخير في الإغلاق بقصور قصور الغدة الدرقية الخلقي.